# ثابت بن الجذع
ثابت بن الجذع (المتوفي سنة 8 هـ) صحابي من الأنصار من بني حرام بن كعب من الخزرج، شهد بيعة العقبة الثانية، كما شهد مع النبي محمد غزوات بدر وأحد والخندق وخيبر، وصلح الحديبية وفتح مكة، وقُتل يوم الطائف.